# Tour della nazionale maschile di rugby a 15 della Romania 2007
Tra il 2004 e il 2007, la nazionale della Romania di "rugby a 15" si reca all'estero in poche occasioni, ma sempre contro avversari qualificati, come Galles e Irlanda.
Nell'estate 2007 svolge un tour di rifinitura in vista della Coppa del Mondo 2007
| Bucarest 2 agosto 2007 | Romania Amateurs | 0 – 53 | Romania XV |  |

| Neath 11 agosto 2007 | Neath RFC | 10 – 41 | Romania XV |  |